# Rhytidocassis
Rhytidocassis is een geslacht van kevers uit de familie bladkevers (Chrysomelidae).
De wetenschappelijke naam van het geslacht werd in 1941 gepubliceerd door Spaeth.

## Soorten
- Rhytidocassis indicola (Duvivier, 1892)
- Rhytidocassis limbiventris (Boheman, 1854)
- Rhytidocassis lopatini Borowiec & Swietojanska, 2001